# Circonscription électorale de Barcelone
Ne doit pas être confondu avec Circonscription autonomique de Barcelone.
La circonscription électorale de Barcelone est l'une des cinquante-deux circonscriptions électorales espagnoles utilisées comme divisions électorales pour les élections générales espagnoles.
Elle correspond géographiquement à la province de Barcelone.

## Historique
Elle est instaurée en 1977 par la loi pour la réforme politique puis confirmée avec la promulgation de la Constitution espagnole qui précise à l'article 68 alinéa 2 que chaque province constitue une circonscription électorale.

## Congrès des députés

### Synthèse
|             |       | 1977 | 1979 | 1982 | 1986 | 1989 | 1993 | 1996 | 2000 | 2004 | 2008 | 2011 | 2015 | 2016 | 04/19 | 11/19 | 2023 |
| ----------- | ----- | ---- | ---- | ---- | ---- | ---- | ---- | ---- | ---- | ---- | ---- | ---- | ---- | ---- | ----- | ----- | ---- |
| UCD         |       | 5    | 6    |      |      |      |      |      |      |      |      |      |      |      |       |       |      |
| UDC         |       | 2    |      |      |      |      |      |      |      |      |      |      |      |      |       |       |      |
| AP & alliés |       | 1    | 1    | 5    | 4    |      |      |      |      |      |      |      |      |      |       |       |      |
| CDS         |       |      |      |      | 1    | 1    |      |      |      |      |      |      |      |      |       |       |      |
| ICV         |       | 7    | 7    | 1    | 1    | 3    | 3    | 2    | 1    | 2    | 1    | 3    |      |      |       |       |      |
| PP          |       |      |      |      |      | 3    | 6    | 6    | 8    | 5    | 6    | 7    | 4    | 4    | 1     | 2     | 5    |
| PSC         |       | 12   | 12   | 18   | 16   | 14   | 12   | 13   | 12   | 14   | 16   | 10   | 5    | 5    | 9     | 8     | 13   |
| ERC         |       | 1    | 1    | 1    |      |      | 1    | 1    | 1    | 4    | 2    | 2    | 5    | 5    | 8     | 7     | 4    |
| CiU         |       |      | 6    | 8    | 11   | 11   | 10   | 9    | 9    | 6    | 6    | 9    |      |      |       |       |      |
| CDC         |       | 5    |      |      |      |      |      |      |      |      |      |      | 4    | 4    |       |       |      |
| Cs          |       |      |      |      |      |      |      |      |      |      |      |      | 4    | 4    | 4     | 2     |      |
| ECP         |       |      |      |      |      |      |      |      |      |      |      |      | 9    | 9    | 6     | 5     |      |
| Junts       |       |      |      |      |      |      |      |      |      |      |      |      |      |      | 3     | 4     | 3    |
| Vox         |       |      |      |      |      |      |      |      |      |      |      |      |      |      | 1     | 2     | 2    |
| CUP         |       |      |      |      |      |      |      |      |      |      |      |      |      |      |       | 2     |      |
| Sumar       |       |      |      |      |      |      |      |      |      |      |      |      |      |      |       |       | 5    |
|             |       |      |      |      |      |      |      |      |      |      |      |      |      |      |       |       |      |
| Total       | Total | 33   | 33   | 33   | 33   | 32   | 32   | 31   | 31   | 31   | 31   | 31   | 31   | 31   | 32    | 32    | 32   |

### 1977
| Parti | Parti | Députés |
| ----- | ----- | --- |
| SC    |       | Joan Reventós, Josep María Triginer, Josep Andreu Abelló, Raimon Obiols, Luis Fuertes, Eduardo Martín Toval, Julio Busquets, Francisco Ramos Molins, Marta Mata, Rodolfo Guerra, Carlos Cigarrán |
| PSUC  |       | Dolors Calvet, Cipriano García Sánchez, Antoni Gutiérrez Díaz, Gregorio López Raimundo, Joan Ramos, Josep Maria Riera, Jordi Solé Tura                                                           |
| PDC   |       | Macià Alavedra, Ángel Manuel Perera Calle, Jordi Pujol, Miquel Roca, Ramón Trías Fargas, Josep Verde                                                                                             |
| UCD   |       | Vicente Capdevila, José Espinet, Manuel Jiménez de Parga, Juan de Dios Ramírez Heredia, Carlos Sentís                                                                                            |
| UDC   |       | Antón Cañellas, Carlos Güell de Sentmenat |
| ERC   |       | Heribert Barrera |
| AP    |       | Laureano López Rodó |

- Antoni Gutiérrez Díaz est remplacé en octobre 1977 par Miguel Núñez González.
- José Espinet est remplacé en octobre 1977 par Marcelino Moreta.

### 1979
| Parti | Parti | Députés |
| ----- | ----- | --- |
| PSC   |       | Joan Reventós, Josep Maria Triginer, Josep Verde, Luis Fuertes, Eduardo Martín Toval, Carlos Cigarrán, Raimon Obiols, Julio Busquets, Marta Mata, José Valentín Antón, Rodolfo Guerra, Francisco Ramos Molins |
| PSUC  |       | Gregrorio López Raimundo, Cipriano García Sánchez, Jordi Solé Tura, Juan Ramos Camarero, Josep Maria Riera, Eulalia Vintró, Miguel Núñez González                                                             |
| UCD   |       | Carlos Sentís, Antón Cañellas, José María Mesa Parra, Joaquim Molins, Marcelino Moreta, Manuel Torres Izquierdo                                                                                               |
| CiU   |       | Jordi Pujol, Ramón Trías Fargas, Miquel Roca, Llibert Cuatrecasas, Macià Alavedra, Josep Maria Cullell |
| ERC   |       | Heribert Barrera |
| AP    |       | Antonio de Senillosa |

- Joan Reventós est remplacé en mars 1980 par Xavier Rocha.
  - Xavier Rocha est remplacé en novembre 1980 par Jaume Valls.
- Eduardo Martín Toval est remplacé en mars 1980 par Francisco Parras.
- Carlos Cigarrán est remplacé en mars 1980 par Anna Balletbò.
- Raimon Obiols est remplacé par Pere Jover.
- Marta Mata est remplacée par Salvador Clotas.
- Juan Ramos Camarero est remplacé en janvier 1980 par Antonio Montserrat Solé.
- Antón Cañellas est remplacé en mars 1980 par Josep Pujadas.
- Jordi Pujol est remplacé en mars 1980 par Carles Gasòliba.
- Macià Alavedra est remplacé en mars 1980 par Joan Rigol.
  - Joan Rigol est remplacé en septembre 1980 par Josep María Trías de Bes.
- Josep Maria Cullell est remplacé en février 1980 par Ángel Perera.
- Heribert Barrera est remplacé en avril 1980 par Josep Pi-Suñee.

### 1982
| Parti  | Parti | Députés |
| ------ | ----- | --- |
| PSC    |       | Raimon Obiols, Ernest Lluch, Josep Verde, Eduardo Martín Toval, Josep Maria Triginer, Salvador Clotas, Xavier Rubert de Ventós, Rodolfo Guerra, Anna Balletbò, Francisco Neira, Julio Busquets, Pere Jover, Francisco Ramos Molins, Jordi Marsal, Ramon Vancell, Dolors Renau, Joan Colom i Naval, Joan Marcet |
| CiU    |       | Miquel Roca, Ramón Trías Fargas, Eduard Punset, Joaquim Xicoy, Joaquim Molins, Carles Gasòliba, Josep María Trías de Bes, Llibert Cuatrecasas |
| AP-PDP |       | Miguel Ángel Planas, Eduardo Tarragona, José Ramón Lasuén, José Donadeu, José Segura Sanfeliu |
| PSUC   |       | Gregorio López Raimundo |
| ERC    |       | Francesc Vicens |

- Raimon Obiols est remplacé en mai 1984 par Joan Blanch.
- Francisco Ramos Molins est remplacé en décembre 1983 par Xavier Soto.
- Eduardo Punset est remplacé en décembre 1983 par Joaquim Ferrer.
  - Joaquim Ferrer est remplacé en décembre 1985 par Rafael Hinojosa.

### 1986
| Parti | Parti | Députés |
| ----- | ----- | --- |
| PSC   |       | Narcís Serra, Ernest Lluch, Joan Majó, Eduardo Martín Toval, Salvador Clotas, Josep Maria Triginer, Joan Marcet, Josep Borrell, Anna Balletbò, Julio Busquets, Francisco Neira, Carlos Navarro Gómez, Pere Jover, Mercedes Aroz, Jordi Marsal, Ramon Vancell |
| CiU   |       | Miquel Roca, Macià Alavedra, Francesc Sanuy, Llibert Cuatrecasas, Carles Gasòliba, Josep María Trías de Bes, Rafael Hinojosa, Jordi Casas i Bedós, Maria Eugènia Cuenca, Lluís Miquel Recoder, Antoni Casasnovas, Pere Baltà                                 |
| CP    |       | Miquel Ángel Planas, Pedro Costa Sanjurjo, Magín Pont, José Nicolas de Salas |
| CDS   |       | Antoni Fernández Teixidó |
| PSUC  |       | Ramon Espasa Oliver |

- Ernest Lluch est remplacé en janvier 1989 par Josep Corominas.
- Joan Majó est remplacé en janvier 1988 par Manuela de Madre.
  - Manuel de Madre est remplacée en juin 1988 par Jordi Pedret.
- Antoni Fernández Teixidó est remplacé en juin 1988 par Jorge Mataix.

### 1989
| Parti | Parti | Députés |
| ----- | ----- | --- |
| PSC   |       | Narcís Serra, Eduardo Martín Toval, Salvador Clotas, Jordi Solé Tura, Josep Borrell, Dolors Renau, Joan Marcet, Anna Balletbò, Carlos Navarro Gómez, Mercedes Aroz, Francisco Neira, Pere Jover, Julio Busquets, Jordi Marsal |
| CiU   |       | Miquel Roca, Josep Maria Cullell, Josep María Trías de Bes, Llibert Cuatrecasas, Rafael Hinojosa, Maria Eugènia Cuenca, Francesc Homs Ferret, Jordi Casas i Bedós, Lluís Miquel Recoder, Pere Baltà, Antoni Casasnovas        |
| ICV   |       | Ramon Espasa, Francesc Baltasar, Joan Josep Armet |
| PP    |       | Jorge Fernández Díaz, Manuel Milián, Enrique Lacalle |
| CDS   |       | Antoni Fernández Teixidó |

- Llibert Cuatrecasas est remplacé en mars 1992 par Santiago Martínez Saurí.
- Maria Eugènia Cuenca est remplacée en décembre 1992 par José Nicolás de Salas.
- Enrique Lacalle est remplacé en octobre 1991 par Santiago Ballesté.

### 1993
| Parti | Parti | Députés |
| ----- | ----- | --- |
| PSC   |       | Narcís Serra, Josep Borrell, Jordi Solé Tura, Eduardo Martín Toval, Mercedes Aroz, Salvador Clotas, Joan Marcet, Anna Balletbò, Francisco Neira, Jordi Marsal, Pere Jover, Carme Figueras |
| CiU   |       | Miquel Roca, Joaquim Molins, Francesc Homs Ferret, Josep Sánchez Llibre, Rafael Hinojosa, Joaquima Alemany, Lluís Miquel Recoder, Jordi Casas i Bedós, Pere Baltà, Ramon Camp             |
| PP    |       | Jorge Fernández Díaz, Manuel Milián, Guillermo Gortázar, Sergio Gómez-Alba, Reyes Montseny, Salvador Sanz                                                                                 |
| ICV   |       | Rafael Ribó, Mercè Rivadulla, Ramon Espasa |
| ERC   |       | Pilar Rahola |

- Eduardo Martín Toval est remplacé en avril 1995 par Jordi Pedret.
- Miquel Roca est remplacé en janvier 1995 par Xavier Tubert.
- Rafael Hinojosa est remplacé en décembre 1995 par Feliu Guillaumes.
- Ramon Camp est remplacé en décembre 1995 par Joan Antoni Turell.

### 1996
| Parti | Parti | Députés |
| ----- | ----- | --- |
| PSC   |       | Narcís Serra, Josep Borrell, Jordi Solé Tura, Mercedes Aroz, Salvador Clotas, Joan Marcet, Miquel Iceta, Jordi Marsal, Anna Balletbò, Jordi Pedret, Isabel López Chamosa, Pere Jover, Josep Corominas |
| CiU   |       | Joaquim Molins, Francesc Homs i Ferret, Carme-Laura Gil i Miró, Josep Sánchez Llibre, Lluís Miquel Recoder, Carles Campuzano, Ignasi Guardans, Manuel Josep Silva, Carme Solsona                      |
| PP    |       | Josep María Trías de Bes, Jorge Fernández Díaz, Guillermo Gortázar, Jorge Trías Sagnier, Reyes Montseny, Manuel Milián                                                                                |
| ICV   |       | Rafael Ribó, Mercè Rivadulla |
| ERC   |       | Pilar Rahola |

- Miquel Iceta est remplacé en novembre 1999 par Lourdes Muñoz.
- Francesc Homs Ferret est remplacé en janvier 1999 par Jordi Jané.
- Lluís Miquel Recoder est remplacé en novembre 1999 par Xavier Tubert.
- Josep María Trías de Bes est remplacé en juillet 1996 par Salvador Sanz.
- Jorge Fernández Díaz est remplacé en mai 1996 par Sergio Gómez-Alba.

### 2000
| Parti | Parti | Députés |
| ----- | ----- | --- |
| PSC   |       | Narcís Serra, Josep Borrell, Teresa Costa, Ramón Martínez Fraile, Joan Marcet, Francesca Martín, Salvador Clotas, Isabel López Chamosa, Joan Oliart, Carme Chacón, Germà Bel, Jordi Marsal |
| CiU   |       | Xavier Trias, Heribert Padrol, Mercè Pigem, Josep Sánchez Llibre, Jordi Jané, Carles Campuzano, Ignasi Guardans, Manuel Josep Silva, Jordi Martí                                           |
| PP    |       | Josep Piqué, Jorge Fernández Díaz, Berta Rodríguez Callao, Guillermo Gortázar, Sergio Gómez-Alba, Salvador Sanz, Reyes Montseny, Gloria Martín                                             |
| ICV   |       | Joan Saura |
| ERC   |       | Joan Puigcercós |

- Ramón Martínez Fraile est remplacé en décembre 2000 par Jordi Pedret.
- Francesca Martín est remplacée en décembre 2002 par Lourdes Muñoz.
- Heribert Padrol est remplacé en mars 2002 par Inmaculada Riera Reñé.
- Josep Piqué est remplacé en décembre 2003 par María Rosa Zaragoza Juncá.
- Guillermo Gortázar est remplacé en octobre 2001 par José Luis Ayllón.
- Joan Saura est remplacé en décembre 2003 par Mònica Miquel.

### 2004
| Parti | Parti | Députés |
| ----- | ----- | --- |
| PSC   |       | José Montilla, Carme Chacón, Elisenda Malaret, Manuel Mas, Lourdes Muñoz, Montserrat Colldeforns, Isabel López Chamosa, Daniel Fernández González, Meritxell Batet, Jordi Pedret, Jordi Marsal, Esperança Esteve, Juan Carlos Corcuera, Maria Dolores Puig |
| CiU   |       | Josep Antoni Duran i Lleida, Jordi Vilajoana, Mercè Pigem, Carles Campuzano, Josep Sánchez Llibre, Jordi Jané |
| PP    |       | Dolors Nadal, Jorge Fernández Díaz, Julia García-Valdecasas, Alicia Sánchez-Camacho, Jorge Moragas |
| ERC   |       | Josep-Lluís Carod-Rovira, Joan Puigcercós, Joan Tardà, Rosa María Bonàs |
| ICV   |       | Joan Herrera, Carme García |

- Julia García-Valdecasas est remplacée en octobre 2006 par José Luis Ayllón.
- Josep-Lluís Carod-Rovira ne prend pas possession et est remplacé par Agustí Cerdà.
- Joan Puigcercós est remplacé en octobre 2006 par Georgina Oliva i Peña.

### 2008
| Parti | Parti | Députés |
| ----- | ----- | --- |
| PSC   |       | Carme Chacón, Joan Clos, David Vegara, Elisenda Malaret, Daniel Fernández González, Montserrat Colldeforns, Manuel Mas Estela, Lourdes Muñoz Santamaría, Isabel López Chamosa, Jordi Pedret, Meritxell Batet, Esperança Esteve, Joan Canongia, Juan Carlos Corcuera, Dolors Puig Gasol, José Vicente Muñoz Gómez |
| CiU   |       | Josep Antoni Duran i Lleida, Pere Macias Arau, Mercè Pigem, Carles Campuzano, Inmaculada Riera Reñé, Josep Sánchez Llibre |
| PP    |       | Dolors Nadal, Jorge Fernández Díaz, Jorge Moragas, José Luis Ayllón, Dolors Montserrat, Antonio Gallego Burgos |
| ERC   |       | Joan Ridao, Joan Tardà |
| ICV   |       | Joan Herrera |

- David Vegara (PSC) est remplacé en avril 2008 par Román Ruiz Llamas.
- Elisenda Malaret (PSC) est remplacée en juillet 2008 par Sixte Moral Reixach.
- Joan Clos (PSC) est remplacé en juillet 2008 par Meritxell Cabezón Arbat.

### 2011
| Parti | Parti | Députés |
| ----- | ----- | --- |
| PSC   |       | Carme Chacón, Daniel Fernández González, Joan Rangel Tarrés, Esperança Esteve Ortega, José Zaragoza Alonso, Isabel López Chamosa, Albert Soler Sicilia, Meritxell Batet, Román Ruiz Llamas, Juan Carlos Corcuera Plaza |
| CiU   |       | Josep Antoni Duran i Lleida, Pere Macias Arau, Mercè Pigem Palmés, Carles Campuzano, Inmaculada Riera Reñé, Josep Sánchez Llibre, Antoni Picó Azanza, Lourdes Ciuró, Feliu Guillaumes                                  |
| PP    |       | Jorge Fernández Díaz, Jorge Moragas, Ángeles Esteller, José Luis Ayllón, Dolors Montserrat, Antonio Gallego Burgos, Daniel Serrano Coronado                                                                            |
| ICV   |       | Joan Coscubiela, Laia Ortiz Castellví, Joan Josep Nuet Pujals |
| ERC   |       | Alfred Bosch, Joan Tardà |

- Carme Chacón est remplacée en septembre 2013 par Joan Canongia.

### 2015
| Parti | Parti | Députés |
| ----- | ----- | --- |
| ECP   |       | Xavier Domènech, Marta Sibina i Camps, Josep Vendrell Gardeñes, Lucía Martín González, Raimundo Viejo Viñas, Maria del Mar Garcia Puig, Joan Mena, Marcelo Expósito, Aina Vidal |
| PSC   |       | Carme Chacón, Germán Rodríguez Sánchez, Mercè Perea Conillas, José Zaragoza Alonso, Lídia Guinart Moreno                                                                        |
| ERC   |       | Gabriel Rufián, Joan Tardà, Ester Capella i Farré, Ana Maria Surra Spadea, Joan Capdevila i Esteve                                                                              |
| Cs    |       | Juan Carlos Girauta, Antonio Roldán Monés, Elena Faba de la Encarnación, José Manuel Villegas                                                                                   |
| CDC   |       | Francesc Homs, Carles Campuzano, Lourdes Ciuró, Míriam Nogueras |
| PP    |       | Jorge Fernández Díaz, Jorge Moragas, Alicia Sánchez-Camacho, Dolors Montserrat                                                                                                  |

### 2016
| Parti | Parti | Députés |
| ----- | ----- | --- |
| ECP   |       | Xavier Domènech, Lucía Martín González, Josep Vendrell Gardeñes, Sònia Farré, Raimundo Viejo Viñas, Maria del Mar Garcia Puig, Joan Mena, Marcelo Expósito, Aina Vidal |
| PSC   |       | Meritxell Batet, Manuel Cruz Rodríguez, Mercè Perea Conillas, José Zaragoza Alonso, Lídia Guinart Moreno                                                               |
| ERC   |       | Gabriel Rufián, Joan Tardà, Ester Capella, Ana Maria Surra Spadea, Joan Capdevila i Esteve                                                                             |
| PP    |       | Jorge Fernández Díaz, Jorge Moragas, Alicia Sánchez-Camacho, Dolors Montserrat                                                                                         |
| CDC   |       | Francesc Homs, Carles Campuzano, Lourdes Ciuró, Míriam Nogueras |
| Cs    |       | Juan Carlos Girauta, Antonio Roldán Monés, Elena Faba de la Encarnación, José Manuel Villegas                                                                          |

- Francesc Homs, inhabilité, est remplacé en avril 2017 par Feliu Guillaumes.
- Jorge Moragas est remplacé en décembre 2017 par Ángeles Esteller.
- Xavier Domènech est remplacé en janvier 2018 par Alicia Ramos Jordán.
- Ester Capella est remplacée en juin 2018 par Carolina Telechea.
- Meritxell Batet est remplacée en juin 2018 par Mohammed Chaib Akhdim.

### Avril 2019
| Parti | Parti | Députés |
| ----- | ----- | --- |
| PSC   |       | Meritxell Batet, Francisco Polo, Mercè Perea Conillas, José Zaragoza Alonso, Lídia Guinart Moreno, Francisco Aranda Vargas, Carmen Andrés Añón, Arnau Ramírez Carner, Sònia Guerra López     |
| ERC   |       | Oriol Junqueras, Gabriel Rufián, Carolina Telechea i Lozano, Joan Josep Nuet Pujals, Maria Carvalho Dantas, Gerard Gómez del Moral i Fuster, Marta Rosique i Saltor, Joan Capdevila i Esteve |
| ECP   |       | Jaume Asens, Aina Vidal, María del Mar García Puig, Gerardo Pisarello, Joan Mena, Maria Freixanet Mateo                                                                                      |
| Cs    |       | Inés Arrimadas, Antonio Roldán Monés, Fernando Tomás de Páramo Gómez, José María Espejo-Saavedra Conesa                                                                                      |
| Junts |       | Jordi Sànchez i Picanyol, Laura Borràs Castanyer, Míriam Nogueras |
| PP    |       | Cayetana Álvarez de Toledo |
| Vox   |       | Ignacio Garriga Vaz de Concicao |

- Toni Roldán (Cs) est remplacé en juillet 2019 par Carina Mejías.

### Novembre 2019
| Parti | Parti | Députés |
| ----- | ----- | --- |
| PSC   |       | Meritxell Batet, Francisco Polo, Mercè Perea Conillas, José Zaragoza Alonso, Lídia Guinart Moreno, Francisco Aranda Vargas, Carmen Andrés Añón, Arnau Ramírez Carner |
| ERC   |       | Gabriel Rufián, Carolina Telechea i Lozano, Joan Josep Nuet Pujals, Maria Carvalho Dantas, Pilar Vallugera i Balañà, Marta Rosique i Saltor, Joan Capdevila i Esteve |
| ECP   |       | Jaume Asens, Aina Vidal, María del Mar García Puig, Gerardo Pisarello, Joan Mena                                                                                     |
| Junts |       | Laura Borràs, Míriam Nogueras, Jaume Alonso-Cuevillas, Genís Boadella                                                                                                |
| PP    |       | Cayetana Álvarez de Toledo, María de los Llanos de Luna Tobarra |
| Vox   |       | Ignacio Garriga Vaz de Concicao, Juan José Aizcorbe Torra |
| CUP   |       | Mireia Vehí, Albert Botran |
| Cs    |       | Inés Arrimadas, Fernando Tomás de Páramo Gómez |

- Fernando de Páramo (Cs) ne prend pas possession de son mandat et est remplacé par José María Espejo-Saavedra Conesa.
- Francisco Polo (PSC) est remplacé en février 2020 par Sonia Guerra.
- Jaume Alonso-Cuevillas (Junts) est remplacé en mars 2021 par Josep Pagès i Massó.
- Laura Borràs (Junts) est remplacée en mars 2021 par Pilar Calvo Gómez.
- Ignacio Garriga (Vox) est remplacé en mars 2021 par Juan Carlos Segura Just.
- Joan Josep Nuet (Sobiranistes) est remplacé en mai 2021 par Gerard Álvarez i Garcia.

### 2023
| Parti | Parti | Députés |
| ----- | ----- | --- |
| PSC   |       | Meritxell Batet, Miquel Iceta, Raquel Sánchez Jiménez, José Zaragoza Alonso, Mercè Perea Conillas, Francisco Aranda Vargas, Lídia Guinart Moreno, Arnau Ramírez Carner, Carmen Andrés Añón, Ferran Verdejo Vicente, Sonia Guerra López, Juan Carlos Jerez Antequera, Teresa Llorens Carbonell |
| Sumar |       | Aina Vidal, Gerardo Pisarello, Gala Pin Ferrando, Lilith Verstrynge, Eloi Badia Casas |
| PP    |       | Ignacio Martín Blanco, Santiago Rodríguez Serra, Cristina Agüera Gago, María de los Llanos de Luna Tobarra, Agustín Parra Gallego |
| ERC   |       | Gabriel Rufián, Teresa Jordà, Francesc-Marc Álvaro i Vidal, Pilar Vallugera i Balañà |
| Junts |       | Míriam Nogueras, Pilar Calvo i Gómez, Eduard Pujol i Bonell |
| Vox   |       | Juan José Aizcorbe Torra, Carina Mejías Sánchez |

- Meritxell Batet (PSC) est remplacée le 19 septembre 2023 par Ignasi Conesa Coma.
- Miquel Iceta (PSC) est remplacé le 12 décembre 2023 par Alba Soldevilla Novials.
- Raquel Sánchez (PSC) est remplacée le 10 janvier 2024 par Josep Paré Aregall.
- Lilith Verstrynge (Podemos) est remplacée le 30 janvier 2024 par Candela López Tagliafico (CatComú).
- Eduard Pujo (Junts) est remplacé le 10 septembre 2024 par Josep Pagès i Massó.
- Sonia Guerra (PSC) est remplacée le 10 septembre 2024 par Andrea Canelo Matito.
- Teresa Llorens (PSC) est remplacée le 10 septembre 2024 par Oriol Almirón Ruiz.
- Gala Pin (CatComú) est remplacée le 11 février 2025 par Viviane Ogou.

## Sénat

### Synthèse
|               |       | 1977 | 1979 | 1982 | 1986 | 1989 | 1993 | 1996 | 2000 | 2004 | 2008 | 2011 | 2015 | 2016 | 04/19 | 11/19 | 2023 |
| ------------- | ----- | ---- | ---- | ---- | ---- | ---- | ---- | ---- | ---- | ---- | ---- | ---- | ---- | ---- | ----- | ----- | ---- |
| Indépendant   |       | 1    | 1    |      |      |      |      |      |      |      |      |      |      |      |       |       |      |
| SC            |       | 3    |      |      |      |      |      |      |      |      |      |      |      |      |       |       |      |
| PSC           |       |      | 3    | 3    | 3    | 3    | 3    | 3    |      |      |      |      |      |      | 2     | 1     | 3    |
| Entesa/Entesa |       |      |      |      |      |      |      |      | 3    | 3    | 3    | 3    |      |      |       |       |      |
| ERC           |       |      |      | 1    |      |      |      |      |      |      |      |      | 1    | 1    | 2     | 3     | 1    |
| CiU/CDC       |       |      |      |      | 1    | 1    | 1    | 1    | 1    | 1    | 1    | 1    |      |      |       |       |      |
| ECP           |       |      |      |      |      |      |      |      |      |      |      |      | 3    | 3    |       |       |      |
|               |       |      |      |      |      |      |      |      |      |      |      |      |      |      |       |       |      |
| Total         | Total | 4    | 4    | 4    | 4    | 4    | 4    | 4    | 4    | 4    | 4    | 4    | 4    | 4    | 4     | 4     | 4    |

### 1977
| Parti       | Parti | Sénateurs                                                                |
| ----------- | ----- | ------------------------------------------------------------------------ |
| SC          |       | Josep Benet Morell, Francisco Candel Tortajada, Aexandre Cirici Pellicer |
| Indépendant |       | Lluís Maria Xirinacs Damians                                             |

### 1979
| Parti       | Parti | Sénateurs                                                             |
| ----------- | ----- | --------------------------------------------------------------------- |
| PSC         |       | Joan Casanelles Ibarz, Josep Andreu Abelló, Alexandre Cirici Pellicer |
| Indépendant |       | Josep Ball Armengol                                                   |

### 1982
| Parti | Parti | Sénateurs                                                            |
| ----- | ----- | -------------------------------------------------------------------- |
| PSC   |       | Josep Andreu Abelló, Alexandre Cirici Pellicer, Jordi Maragall Noble |
| ERC   |       | Josep Pi-Sunyer                                                      |

- Alexandre Cirici (PSC), mort en fonctions le 10 janvier 1983, est remplacé par Jesús Felipe Armendáriz Ormaechea (PSC) à l'occasion de l'élection partielle du 8 mai 1983.

### 1986
| Parti | Parti | Sénateurs                                                             |
| ----- | ----- | --------------------------------------------------------------------- |
| PSC   |       | Jordi Maragall Noble, Joan Reventós, Cesáreo Rodríguez-Aguilera Conde |
| CiU   |       | Ramón Trías Fargas                                                    |

- Ramón Trías Fargas est remplacé en juillet 1988 par Jordi Vila Foruny

### 1989
| Parti | Parti | Sénateurs                                                 |
| ----- | ----- | --------------------------------------------------------- |
| PSC   |       | Jordi Maragall Noble, Joan Reventós, Josep Maria Triginer |
| CiU   |       | Joaquima Alemany                                          |

### 1993
| Parti | Parti | Sénateurs                                        |
| ----- | ----- | ------------------------------------------------ |
| PSC   |       | Victoria Camps, Jordi Maragall Noble, Marta Mata |
| CiU   |       | Sixte Cambra                                     |

### 1996
| Parti | Parti | Sénateurs                                                          |
| ----- | ----- | ------------------------------------------------------------------ |
| PSC   |       | Jordi Maragall Noble, Francesca Martín Vigil, Carmen Virgili Rodón |
| CiU   |       | Sixte Cambra                                                       |

- Jordi Maragall Noble est remplacé en octobre 1997 par Joan Oliart Pons

### 2000
| Parti  | Parti | Sénateurs                                    |
| ------ | ----- | -------------------------------------------- |
| Entesa |       | Mercedes Aroz, Isidre Molas, Jordi Solé Tura |
| CiU    |       | Sixte Cambra                                 |

### 2004
| Parti  | Parti | Sénateurs                                          |
| ------ | ----- | -------------------------------------------------- |
| Entesa |       | Mercedes Aroz, Jordi Guillor Miravet, Isidre Molas |
| CiU    |       | Carles Gasòliba                                    |

### 2008
| Parti  | Parti | Sénateurs                                               |
| ------ | ----- | ------------------------------------------------------- |
| Entesa |       | Maite Arqué Ferrer, Jordi Guillot Miravet, Isidre Molas |
| CiU    |       | Montserrat Candini Puig                                 |

### 2011
| Parti  | Parti | Sénateurs                                                          |
| ------ | ----- | ------------------------------------------------------------------ |
| Entesa |       | Mónica Almiñana Riqué, Jordi Guillot Miravet, Carles Martí Jufresa |
| CiU    |       | Montserrat Candini Puig                                            |

### 2015
| Parti | Parti | Sénateurs                                                                 |
| ----- | ----- | ------------------------------------------------------------------------- |
| ECP   |       | Joan Comorera Estarellas, Óscar Guardingo Martínez, Maria Freixanet Mateo |
| ERC   |       | Santiago Vidal                                                            |

### 2016
| Parti | Parti | Sénateurs                                                                 |
| ----- | ----- | ------------------------------------------------------------------------- |
| ECP   |       | Joan Comorera Estarellas, Óscar Guardingo Martínez, Maria Freixanet Mateo |
| ERC   |       | Santiago Vidal                                                            |

- Santiago Vidal est remplacé en février 2017 par Robert Masih Nahar.

### Avril 2019
| Parti | Parti | Sénateurs                                      |
| ----- | ----- | ---------------------------------------------- |
| ERC   |       | Raül Romeva, Ana Maria Surra Spadea            |
| PSC   |       | Manuel Cruz Rodríguez, Elia Tortolero Orejuela |

### Novembre 2019
| Parti | Parti | Sénateurs                                                  |
| ----- | ----- | ---------------------------------------------------------- |
| ERC   |       | Mirella Cortès, Ana Maria Surra Spadea, Robert Masih Nahar |
| PSC   |       | Manuel Cruz Rodríguez                                      |

### 2023
| Parti | Parti | Sénateurs                                                      |
| ----- | ----- | -------------------------------------------------------------- |
| PSC   |       | Manuel Cruz Rodríguez, Elena Vila Gómez, Gabriel Colomé García |
| ERC   |       | Joan Queralt i Jiménez                                         |